# Image2
『image2 deux』（イマージュ・ドゥ）は、ニューエイジ・ミュージックのコンピレーション・アルバム『image』シリーズ第2弾。
2001年4月25日に、Sony Records（初盤）→ソニー・ミュージックジャパン インターナショナル（ソニー・クラシカル）（再発）から発売された。規格品番：SRCR-2591（初盤）。

## チャート成績
オリコンチャート4位を獲得。
累計売上（出荷）は60万枚超。

## 収録曲
1. カール・ジェンキンス／アディエマス変奏曲~第1変奏曲 (1:28)
  - 作曲：カール・ジェンキンス
2. 郭英男／NS2000 (4:11) 
  - 作曲：福岡ユタカ　編曲：G TONE
  - テレビ朝日系「ニュースステーション」メインテーマカバー曲
3. WES／ケカナ (3:20) 
  - 作曲：WES,ミッシェル・サンチェーズ
  - キリン「生茶」CM曲
4. ディープ・フォレスト／フリーダム・クライ (3:18) 
  - 作曲：エリック・ムーケ,ミッシェル・サンチェーズ
  - ホンダ「CIVIC」CM曲
5. 赤坂達三／マイ・フェイバリット・シングス (3:50) 
  - 作曲：リチャード・ロジャース
  - JR東海「京都キャンペーン」CM曲スペシャル・バージョン
6. 子龍 featuring 三村奈々恵／ユニバース (4:48) 
  - 作曲：子龍
  - テレビ朝日系「素敵な宇宙船地球号」テーマ曲
7. 盤古2001／中国謎的女神 (3:53) 
  - テレビ朝日系「世紀の発見!中国謎のヴィーナス」テーマ曲
8. ヨーヨー・マ／グリーン・デスティニー～愛のテーマ (2:20) 
  - サントリー「ローヤル」CM曲
9. 羽毛田丈史／地球白書 (3:05)  
  - NHK「地球白書」テーマ曲
10. リチャード・サウザー／ファイア・オブ・ザ・スピリット (4:37)
11. 加古隆／青の地平 (2:55)  
  - NHK「ドキュメントにっぽん」テーマ曲
12. ゴンチチ／風の国 (2001MIX) (4:03)
13. ジョン・ウィリアムズ & イツァーク・パールマン／シンドラーのリスト (3:35)
  - 映画「シンドラーのリスト」テーマカバー曲
14. レイチェル・ポートマン／サイダーハウス・ルール~メイン・テーマ (2:11)
  - 映画「サンダーハウス・ルール」テーマ曲
15. 葉加瀬太郎／トゥ・ラヴ・ユー・モア (4:59) 
  - フジテレビ系ドラマ「恋人よ」テーマカバー曲
16. ARICO／Letters(エディット・バージョン) (3:58)
  - フジテレビ系ドラマ「愛をください」愛のテーマ
17. 木村大／三千院 (4:39) 
  - フジテレビ系テレビドラマ「神様のいたずら」使用曲
18. 岩代太郎 feat. デイヴィ・スピラーン／タイム・オブ・デスティニー (5:23) 
  - NHK大河ドラマ「葵 徳川三代」葵紀行のテーマ
19. 丸山和範／祈りのシチリアーノ (4:41) 
  - NHKスペシャル「激震・地中海世界」テーマ曲：ショーロ・クラブ・バージョン
20. 小松亮太 & 斉藤恒芳／風たちとの出逢い (4:02)
  - 毎日放送・TBS系バラエティ「世界ウルルン滞在記」テーマカバー曲
21. シャルロット・チャーチ／ジャスト・ウェーヴ・ハロー (3:53) 
  - 米フォード「ミレニアム・キャンペーン」使用曲